# Bukové hory
Přírodní rezervace Bukové hory tvoří lesní porosty v závěru údolí potoka Vidovka (Zelené údolí). Nachází se asi 250 metrů severozápadně od chatové osady Zelené údolí ve Vizovických vrších. Rezervace spadá do přírodního parku Želechovické paseky. Přírodní rezervace byla vyhlášena pro zachování fragmentu původních lesních porostů typu karpatské bučiny ve Vizovických vrších.

## Flóra a fauna
Území PR porůstají většinou lesní porosty s převahou buku lesního (Fagus sylvatica), které přecházejí v pastviny a louky. V chudém bylinném patře jsou zastoupeny druhy charakteristické pro bučiny, např. kyčelnice cibulkonosná (Dentaria bulbifera), svízel vonný (Galium odoratum), violka lesní (Viola reichenbachiana) a další.